# Турецкая, Марина Валерьяновна
Мари́на Валерья́новна Туре́цкая (2 июля 1934, Москва—13 сентября 2018, там же) — российский художник. Заслуженный художник Российской Федерации.

## Биография
Родилась 2 июля 1934 года в Москве в семье известных художников Валериана Турецкого и Веры Ореховой. Окончила Московский архитектурный институт (1959). Сначала работала архитектором, но позднее всё же выбрала фамильную профессию и стала рисовать. Училась у А. А. Галактионова, А. А. Дейнеки, А. Н. Душкина. Урна с прахом захоронена рядом с урной матери в колумбарии на Ваганьковском кладбище в Москве.

## Работы находятся в собраниях
- Государственный Исторический музей, Москва.
- Государственный музей изобразительных искусств имени А. С. Пушкина, Москва.
- Новгородский музей-заповедник, Великий Новгород.

Многие её работы находятся в частных собраниях в России, Европе (Франция, Швеция, Нидерланды, Германия, Италия, Испания, Австрия) и США.

## Участие в выставках
За более чем 30 лет приняла участие в более чем 100 выставках в России и за рубежом, в том числе:
- 2000 — Благотворительный аукцион «Надежда», Москва.
- 1998 — Персональная выставка на Кипре.
- 1996 — Персональная выставка в Нидерландах, Амстердам.
- 1991 — Персональная выставка в Нидерландах, Венло.
- 1987 — Международная выставка «Intergraphic», Берлин.

## Звания
- Член Союза художников России.
- Член Союза архитекторов России.
- Золотая медаль 12-й биеннале в Центре Данте под патронатом Папы Римского «Dantesco Bronzino», Равенна, Италия (1996).
- Заслуженный художник Российской Федерации (2004)